# Trương Thanh Hằng
Trương Thanh Hằng (* 1. Mai 1986 in der Ho-Chi-Minh-Stadt) ist eine ehemalige vietnamesische Leichtathletin, die sich auf den Mittelstreckenlauf spezialisiert hat.

## Sportliche Laufbahn
Erste internationale Erfahrungen sammelte Trương Thanh Hằng im Jahr 2005, als sie bei den Asienmeisterschaften im südkoreanischen Incheon im 1500-Meter-Lauf in 4:21,10 min den sechsten Platz belegte und über 800 Meter mit 2:10,54 min im Vorlauf ausschied. Anschließend siegte sie bei den Südostasienspielen in Manila in 4:18,50 min über 1500 Meter und gewann im 800-Meter-Lauf in 2:06,74 min die Bronzemedaille hinter ihrer Landsfrau Đỗ Thị Bông und Yin Yin Khine aus Myanmar. Im Jahr darauf nahm sie erstmals an den Asienspielen in Doha teil und belegte dort mit neuem Landesrekord von 4:17,66 min den vierten Platz über 1500 Meter und schied über die kürzere Distanz mit 2:10,95 min in der Vorrunde aus. 2007 siegte sie bei den Asienmeisterschaften in Amman in 2:04,77 min über 800 Meter und sicherte sich im 1500-Meter-Lauf in 4:26,77 min die Bronzemedaille hinter der Inderin Sinimole Paulose und Sara Bakheet Youssef aus Bahrain. Anschließend siegte sie bei den Südostasienspielen in Nakhon Ratchasima mit neuem Spiele- und Landesrekord von 2:02,39 min über 800 Meter bzw. mit 4:11,60 min auch über 1500 Meter.
Bei den Hallenasienspielen 2009 in Hanoi gewann sie in 2:03,65 min die Silbermedaille über 800 Meter hinter der Kasachin Margarita Mukaschewa und sicherte sich über 1500 Meter mit neuem Hallenrekord von 4:23,04 min die Bronzemedaille hinter der Chinesin Liu Qing und Mimi Belete aus Bahrain. Anschließend gewann sie bei den Asienmeisterschaften in Guangzhou in 2:05,33 min bzw. 4:33,46 min jeweils die Bronzemedaille über 800 und 1500 Meter. Daraufhin siegte sie bei den Südostasienspielen in Vientiane in 2:02,74 min und 4:19,48 min. Im Jahr darauf siegte sie bei den Hallenasienmeisterschaften in Teheran in 2:12,75 min über 800 Meter und belegte im 1500-Meter-Lauf in 4:39,29 min Rang vier. Anschließend nahm sie erneut an den Asienspielen in Guangzhou teil und gewann dort in 2:00,91 min die Silbermedaille hinter der Kasachin Mukaschewa und auch über 1500 Meter gewann sie in 4:09,58 min Silber hinter der Bahrainerin Maryam Yusuf Jamal. 2011 siegte sie erneut bei den Asienmeisterschaften in Kōbe in 2:01,41 min über 800 Meter und gewann über die längere Distanz in 4:18,40 min die Silbermedaille hinter der Bahrainerin Genzeb Shumi. Über 800 Meter startete sie daraufhin bei den Weltmeisterschaften in Daegu, bei denen sie aber mit 2:03,52 min in der ersten Runde ausschied. Mitte November siegte sie bei den Südostasienspielen in Palembang in 2:02,65 min bzw. in 4:15,75 min. Im Juli 2012 bestritt sie in Saigon ihren letzten Wettkampf und beendete daraufhin im Alter von 26 Jahren ihre Karriere als Leichtathletin.
In den Jahren 2007 und 2009 wurde Trương vietnamesische Meisterin im 800-Meter-Lauf sowie 2005, 2007 und 2009 auch über 1500 Meter.

## Persönliche Bestleistungen
- 800 Meter: 2:00,91 min, 25. November 2010 in Guangzhou (vietnamesischer Rekord)
  - 800 Meter (Halle): 2:03,65 min, 2. November 2009 in Hanoi
- 1500 Meter: 4:09,58 min, 23. November 2010 in Guangzhou (vietnamesischer Rekord)
  - 1500 Meter (Halle): 4:23,04 min, 31. Oktober 2009 in Hanoi (vietnamesischer Rekord)